# Sohrab Mnazakanjan

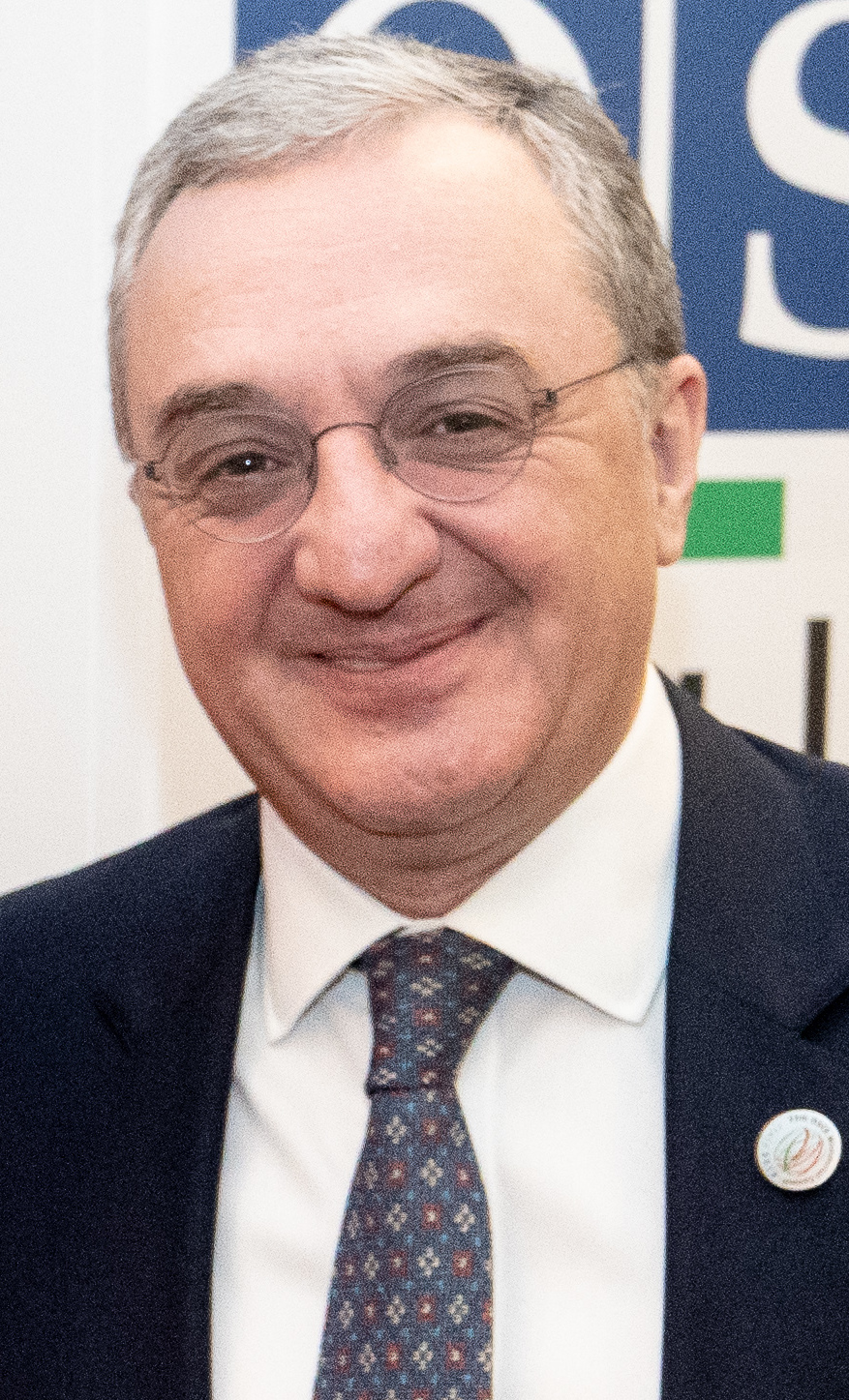
Sohrab Mnazakanjan (2018)

Sohrab Mnazakanjan (armenisch Զոհրաբ Հրաչիկի Մնացականյան, englisch Zohrab Mnatsakanyan, * 20. März 1966 in Jerewan, Armenische SSR, Sowjetunion) ist ein armenischer Diplomat und war vom Mai 2018 bis zum 16. November 2020 Außenminister der Republik Armenien im ersten und zweiten Paschinjan-Kabinett. Mnazakanjan diente davor als Armeniens Ständiger Vertreter bei den Vereinten Nationen.

## Werdegang
Mnazakanjan absolvierte 1989 einen Studienaufenthalt und ein Praktikum in der Sowjetischen Botschaft in Washington, D.C., Vereinigte Staaten. Im Jahr 1990, im Alter von etwa vierundzwanzig Jahren, machte Mnazakanjan seinen ersten Studienabschluss an der Fakultät für Internationale Wirtschaftsbeziehungen des Staatlichen Moskauer Instituts für Internationale Beziehungen. Es folgte ein Jahr später der Master-Abschluss in Western European Politics an der Fakultät für Politik, Wirtschaft und Sozialkunde an der Victoria University of Manchester in Großbritannien.
Von 1991 bis 1993 war er Diplomat im Rang eines Zweiten Sekretärs in der Europäischen Abteilung des armenischen Außenministeriums. Anschließend war er bis 1997 Diplomat im Rang eines Zweiten, später Ersten Sekretärs in der armenischen Botschaft in Großbritannien (London). Parallel dazu war er von 1995 bis 1997 der Erste Sekretär der Botschaft in Vatikanstadt mit Residenz in London. Im Jahr 1997 war er Privatsekretär des armenischen Premierministers und von 1997 bis 1998 Vorsitzender der Ersten Europäischen Abteilung, dann bis 1999 Vorsitzender der Europa-Abteilung des armenischen Außenministeriums. Im armenischen Präsidentenbüro war er von 1999 bis 2002 Vorsitzender der Abteilung für auswärtige Beziehungen.
Von 2002 bis 2008 war er erstmals der armenische Botschafter bei den Vereinten Nationen und anderer internationaler Organisationen in Genf. Gleichzeitig fungierte er in dieser Zeit als armenischer Botschafter in der Schweiz. Anschließend war er bis 2011 der armenische Botschafter beim Europarat in Straßburg, Frankreich. Als Stellvertretender Außenminister diente er der Republik Armenien von 2011 bis 2014, bevor er bis 2018 erneut als Botschafter bei den Vereinten Nationen, diesmal in New York, diente.
Am 12. Mai 2018 wurde er durch ein Dekret des armenischen Staatspräsidenten Armen Sarkissjan zum Außenminister Armeniens ernannt. Zweieinhalb Jahre später, am 16. November 2020, reichte Mnazakanjan vor dem Hintergrund des Bergkarabachkrieges 2020, welcher große Verluste für die armenische Seite und interne politische Konflikte zur Folge hatte, offiziell seinen Rücktrittsgesuch bei Premierminister Nikol Paschinjan ein. Noch am gleichen Abend unterzeichnete Präsident Sarkissjan ein Dekret, das Mnazakanjan von seinen Pflichten als Außenminister entband. Am 18. November 2020 wurde der Diplomat und langjährige Botschafter Ara Ajwasjan zu seinem Nachfolger ernannt.

## Ehrungen und Auszeichnungen
- Mchitar-Gosch-Medaille der Republik Armenien (2011)[1]

## Privates
Laut eigenen Angaben spricht Mnazakanjan die Fremdsprachen Englisch, Russisch und Französisch. Er ist verheiratet und hat zwei Söhne.